# Ban (Nanatsu no Taizai)
Ban ( バ ン, ) es un personaje ficticio y uno de los principales protagonistas del manga y anime Nanatsu no Taizai creado por Nakaba Suzuki. Es miembro de los Siete Pecados Capitales, representado por el pecado de la codicia (貪欲の罪, Don'yoku no tsumi), y su símbolo es el de un Zorro.
También conocido como "Ban el inmortal", es el zorro de la avaricia y el tercer pecado en ser hallado en la reunión de los pecados. Según se reveló en recuerdos fue acusado de matar a la guardiana de la fuente de la juventud y haber causado el incendio del bosque de las hadas siendo esa la versión de los caballeros sagrados.